# 47 a.C.

## Eventos
- Quinto Fúfio Caleno e Públio Vatínio, cônsules romanos.
- Terceiro ano da Guerra Civil de César, entre os cesarianos de Júlio César e os pompeianos de Pompeu:
  - Depois do assassinato de Pompeu, César intervém na guerra civil entre Cleópatra e Ptolemeu XIII. Depois de vitórias no Cerco de Alexandria e na Batalha do Nilo, César passa mais de dois meses celebrando a vitória com Cleópatra, que torna-se sua amante, e Ptolemeu XIV, irmão e co-regente dela.
  - No Adriático, o cônsul Públio Vatínio derrota a fronta pompeiana liderada pelo almirante Marco Otávio na Batalha de Táuris.
  - Depois de seu interlúdio no Egito, Júlio César derrota Fárnaces II do Ponto na Batalha de Zela. A campanha durou apenas cinco dias e foi nesta ocasião que César disse Veni, vidi, vici, uma de suas mais famosas frases.
  - César reorganiza o comando das províncias romanas na região e entrega o Reino do Bósforo a Mitrídates de Pérgamo, que havia sido seu aliado no Egito.
- Júlio César é nomeado ditador perpétuo.

## Nascimentos
- Ptolemeu XV — ou Cesarião, último faraó da dinastia ptolemaica do Egito, filho de Cleópatra  (m. 30 a.C.).

## Mortes
- Ptolemeu XIII — rei do Egito da dinastia ptolemaica  (n. 63 a.C.).
- Áquila (Egito) — ministro e general de Ptolemeu XIII
- Ganimedes —  eunuco ao serviço dos últimos faraós ptolemaicos.
- Fárnaces II do Ponto — rei do Ponto.
- Aulo Gabínio — político da República Romana eleito cônsul em 58 a.C.